# Nadelmarkieren

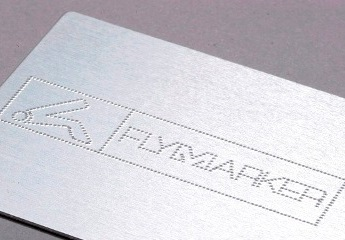

Nadelmarkieren ist ein Markierverfahren aus der Gruppe der Einprägeverfahren nach DIN 8583, das dem Körnen entspricht.
Beim Nadelmarkieren wird durch eine pneumatisch oder elektrisch angetriebene, oszillierende Hartmetallnadel eine dauerhafte Markierung auf nahezu allen Materialien erzielt. Eine Hartmetallnadel wird durch zwei Schrittmotoren in x- und y-Richtung bewegt und durch eine Auf- und Ab-Bewegung ins Material gestoßen. Dadurch entsteht je nach Punktdichte ein Schriftzug, der bei einer hohen Nadelfrequenz zu einer geschlossenen Linie führen kann. Dadurch besteht die Möglichkeit, beliebige Schriftzeichen, Logos oder 2D-Codes, wie beispielsweise einen Data Matrix-Code, zu markieren. Ein typischer Anwendungsfall ist die Beschriftung  von Typenschildern.
Aufgrund der Markierung durch einzelne, kontinuierlich ineinander liegende Punkte, ist die Krafteinwirkung auf das Material sehr gering. Dadurch lassen sich druckempfindliche, dünnwandige, beschichtete, hohle oder leicht gewölbte Fertigerzeugnisse problemlos dauerhaft beschriften.
Neben einer Markierung mit einer oszillierenden Markiernadel besteht die Möglichkeit, Werkstücke mit einer Punkt-Matrix-Schrift zu versehen. In einem vorgegebenen Raster, beispielsweise 5 × 7 oder 9 × 13, werden elektromagnetisch einzelne Punkte in das Werkstück gestoßen. Auch hier erfolgt die Markierung mit einer Hartmetallnadel, die je nach Anwendungsfall mit einem bestimmten Winkel an der Nadelspitze geschliffen ist. So können tiefere oder breitere Punkte entstehen. Da jeder Punkt in seiner Auf- und Ab-Bewegung genau definiert werden kann, ist diese Markierart ideal geeignet für die Markierung von 2D-Codes, wie beispielsweise ein Data Matrix Code. Aber auch Schriften oder Logos sind denkbar. Der Vorteil dieser Markierung liegt in der Verdrängung des Materials und in einem sehr geringen Materialabrieb.